# 324
324是一個在323和325之間的自然數。

## 數學性質
- 合數，正因數有1、2、3、4、6、9、12、18、27、36、54、81、108、162和324。
質因數分解為{\displaystyle 2^{2}\times 3^{4}}。
- 第76個過剩數，真因數和為523，盈度為199。前一個為320、下一個為330。
  - 第77個半完全數，和為本身的其中一組因數為2、 3、 4、 6、 9、 12、 18、 27、 54、 81、 108。前一個為320、下一個為330。
- 第18個平方數，為18的平方。前一個為289、下一個為361。
- 第91個十进制的哈沙德數。前一個為322、下一個為330。
- 十进制的奢侈數。
- 第26個不可及數。前一個為322、下一個為326。
- 324是正方形數，也是平方數，所以324是有形數。
- 324是連續四個素數之和（73 + 79 + 83 + 89 = 324）
- 324是哈沙德數。
- 324是歐拉函數代入前32整數的總合。
- 324是不可及数
- 八進制的324換成十進位為212，是迴文數，即324(8)=212(10)

## 天文領域
- NGC 324 是鳳凰座的一個星系。
- NGC 3242，也稱為木星的鬼影或科德韋爾59，是位於長蛇座的一個行星狀星雲。
- IC 324是波江座的一個星系。
- AM 0315-324是天爐座的一個星系。
- CD-69 324，是一個超星團，靠近蜘蛛星雲的中心，位於大麥哲倫雲內。
- 小行星324是約翰·帕利薩在1892年2月25日發現的，並命名為斑貝格星(Bamberga)。

## 歷史事件
- 艾維特航空324號班機空難發生於北京時間2009年11月28日8時12分。
- 葉門航空626號班機空難該航班一架空中巴士A310-324 客機於2009年6月29日21點45分起飛，在當地時間30號凌晨1點51分與莫羅尼機場失去聯繫，墜毀於葛摩群島附近海域。
- 蘇丹航空109號班機空難是一架蘇丹航空的空中巴士A310-324型客機（編號ST-ATN）的空難。
- 2001年3月24日是日本芸予地震（日语：芸予地震）發生日。

## 其他領域
- 324年
- 前324年
- 324國道
- 晏姓是在《百家姓》中排第324位的中文姓氏。
- 國際標準化組織的C系列（ISO 269）紙張大小的C3尺寸為324×458、C4尺寸為229×324
- Xbox的大小為324×265×90公釐
- 《蘭亭集序》共計324字。
- 七一水庫控制流域面積為324平方公里
- 艾菲爾鐵塔高300米，天線高24米，總高324米。
- 二重疏洪道是條長約7公里，寬450公尺，面積達324公頃的排洪道。
- 迷你四驅(ミニ四駆)